# Kinjite: Forbidden Subjects
Kinjite: Forbidden Subjects is een Amerikaanse thriller uit 1989 onder regie van J. Lee Thompson.

## Verhaal
Rechercheur Crowe moet de beruchte pooier Duke vinden, die de dochter heeft ontvoerd van de Japanse zakenman Hada. Crowe heeft een hekel aan Aziaten, omdat zijn dochter is aangerand door een Japanner. De opvattingen van de zakenman over seks bemoeilijkheden diens onderzoek. Crowe komt terecht in de wereld van de Japanse prostitutie.

## Rolverdeling
| Acteur          | Personage                |
| --------------- | ------------------------ |
| Charles Bronson | Rechercheur Crowe        |
| Perry Lopez     | Eddie Rios               |
| Juan Fernández  | Duke                     |
| James Pax       | Hiroshi Hada             |
| Peggy Lipton    | Kathleen Crowe           |
| Sy Richardson   | Lavonne                  |
| Marion Yue      | Kazuko Hada              |
| Bill McKinney   | Priester Burke           |
| Gerald Castillo | Kapitein Tovar           |
| Nicole Eggert   | DeeDee                   |
| Amy Hathaway    | Rita Crowe               |
| Kumiko Hayakawa | Fumiko Hada              |
| Michelle Wong   | Setsuko Hada             |
| Sam Chew jr.    | McLane                   |
| Sumant          | Pakistaanse receptionist |